# Mototrans
Mototrans fou un fabricant català de motocicletes amb seu a Barcelona que tingué activitat entre 1958 i 1982. L'empresa comercialitzava els seus productes sota la marca Ducati, o Ducati Mototrans, amb llicència d'aquest fabricant italià. Tot i així, tret d'algun model que importava d'Itàlia, la major part de les seves motocicletes i ciclomotors eren o bé de disseny i producció propis, o bé adaptacions molt evolucionades dels models Ducati originals, fins al punt que algun en concret es fabricava íntegrament a Catalunya i després s'acoblava a Itàlia.

## Història

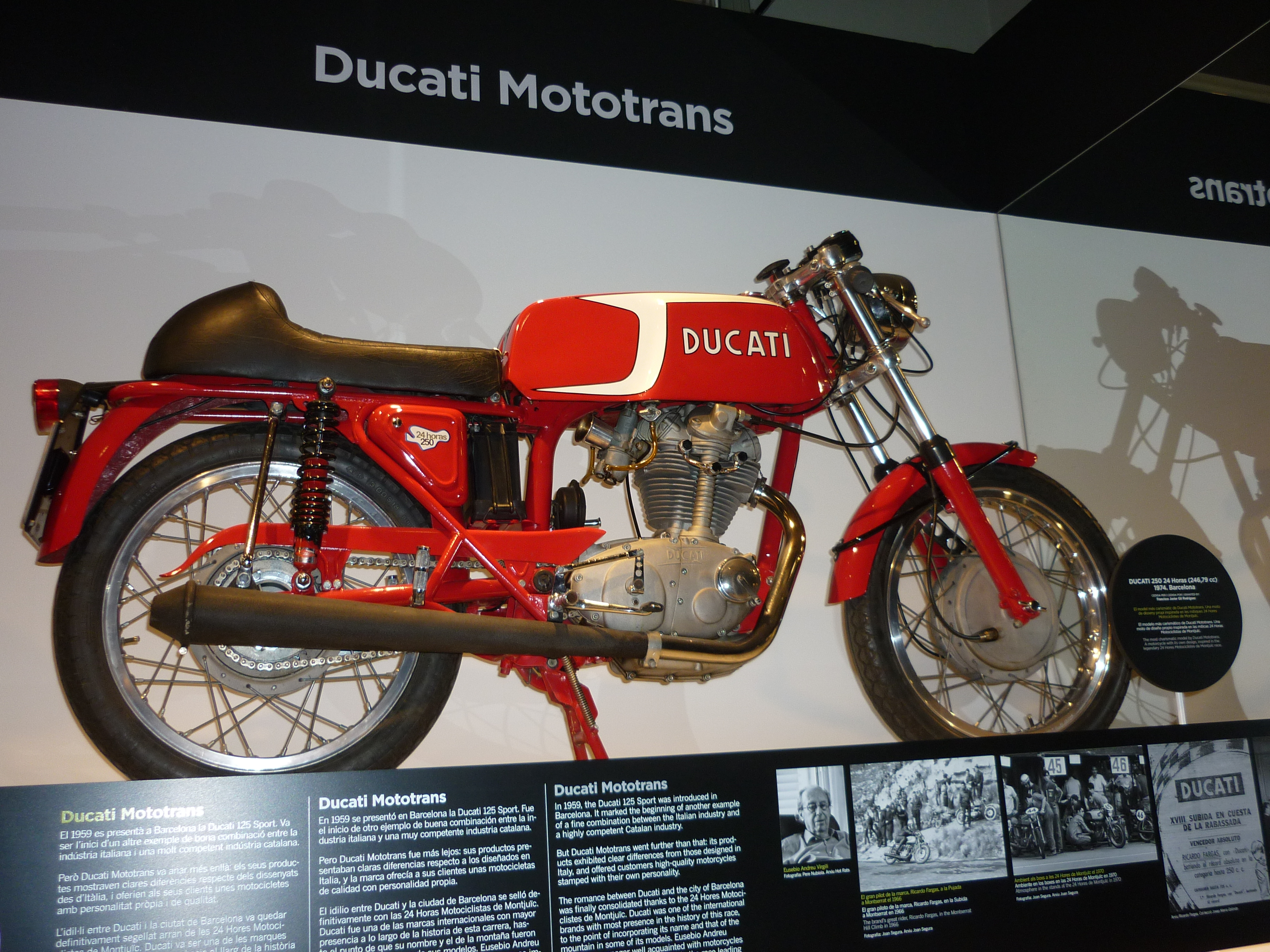
Una Ducati Mototrans 250cc 24 Horas de 1974

El 1955, l'empresa barcelonina Cliper, propietat d'Eusebi Andreu Virgili (expert en el sector de la motocicleta), començà a importar tricicles de repartiment i el model Cucciolo del fabricant italià Ducati, passant el 1956 a importar també el model 98 en les seves dues versions. El 1957, Cliper contactà amb Maquitrans (Maquinaria y Elementos de Transporte S.A., empresa fundada a Barcelona el 1941 que es dedicava al manteniment de troleibusos i tramvies) i ambdues arribaren a un acord per a construir motocicletes conjuntament. Maquitrans hi aportava capital i instal·lacions, i Cliper el seu bon coneixement del sector.
El 1958 es constituí la societat conjunta, que s'anomenà Mototrans. Equiparen unes instal·lacions al carrer Almogàvers de Barcelona amb tota la maquinària necessària per a muntar les motocicletes. Aviat començaren a produir, aconseguint una qualitat superior al producte original (tot i que inicialment portaven encara algunes peces d'Itàlia). A partir d'aquell moment, deixaren d'importar els models Cucciolo i 98.
Al llarg de la seva història, Mototrans va arribar fabricar més de 30 models diferents. Durant les dècades dels 60 i 70, de la factoria barcelonina en sortien anualment gran quantitat de productes, tots ells caracteritzats per la qualitat de materials i components, les contínues innovacions tècniques i la seva bellesa estètica.

### 1978, inici de la crisi
El 1978 Mototrans començà a anar a mal borràs, arran d'un acord entre Sanglas i Yamaha per a produir conjuntament, que de fet fou un engany dels japonesos per a començar a fabricar a la factoria de Sanglas. Cent operaris de Mototrans se n'anaren a Sanglas, la qual cosa, però, fou positiva per a Mototrans (amb una plantilla sobredimensionada i problemes amb els sindicats).

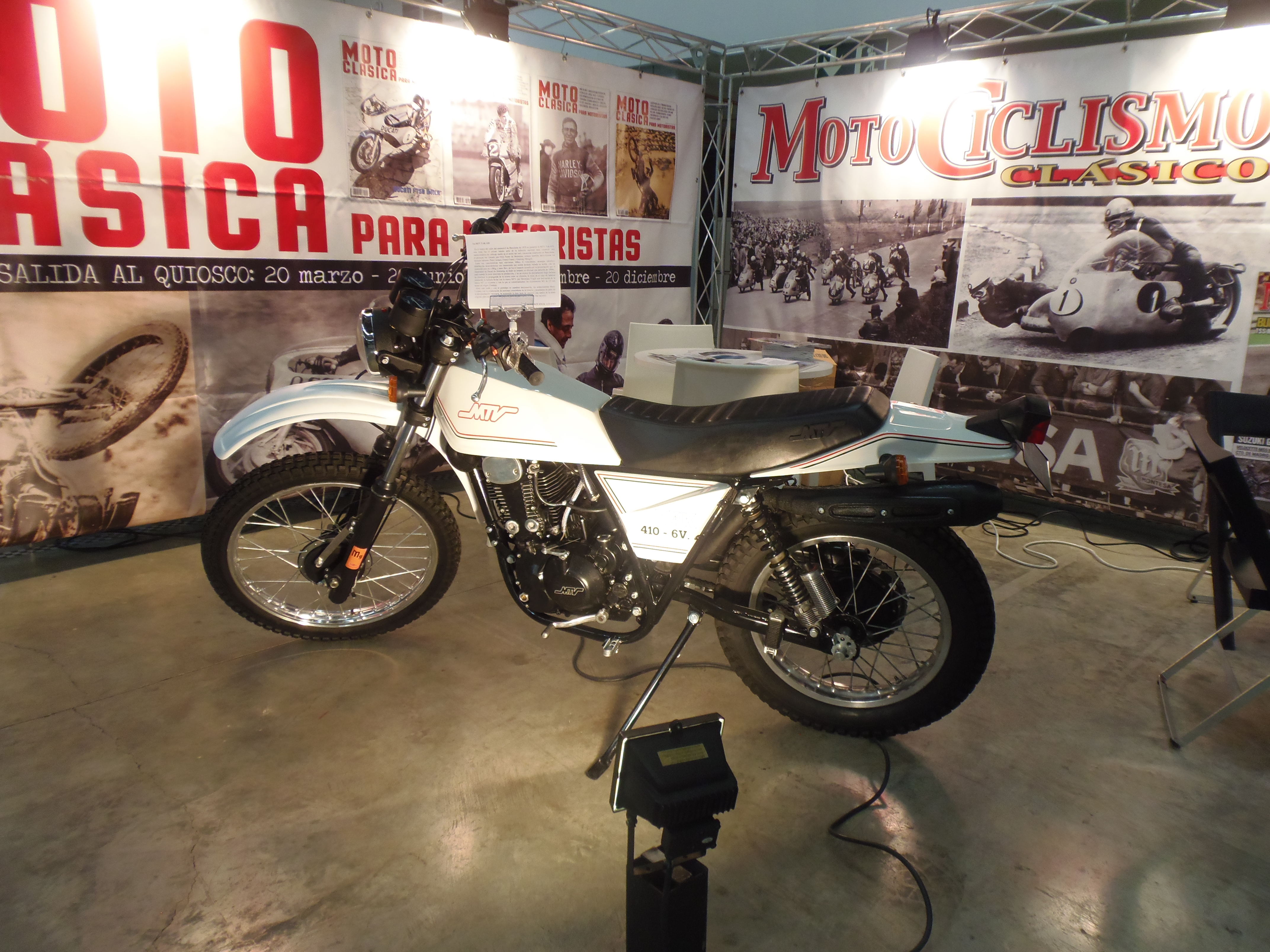
La MTV Yak 410 de 1978, un dels darrers intents de salvar l'empresa

Virgili tornà a Mototrans i la marca, que necessitava models de fabricació pròpia per tirar endavant sense dependre de la marca italiana i de la seva evolució, desenvolupà, aquesta vegada sota les sigles MTV (Mototrans Virgili), la Yak 410. Es tractava d'un model de trail de 400 cc monocilíndric, distribució per corretja dentada i desmodròmica, que finalment no es va arribar a fabricar mai per l'elevat cost del projecte i la negativa dels bancs a avalar-lo econòmicament.
El 1981 es tornà a intentar remuntar la situació amb els ciclomotors MTV amb motor Zündapp alemany, en versió cross i carretera, amb suspensió cantilever, quatre velocitats i una bonica línia en totes deus versions.

### 1982, fallida
El 1982 es produí la intervenció judicial de la fàbrica, que nomenà un administrador. L'entitat financera Banesto reclamava el seu deute i l'empresa anuncià suspensió de pagaments. Els ciclomotors seguiren algun temps més al mercat, però finalment es decidí de tancar la fàbrica. La crisi del sector acabà amb Mototrans, tal com ho feu amb Bultaco i OSSA a la mateixa època.
Ricard Fargas i Fèlix Ferrer, per mitjà de Gamma Motors, es quedaren amb tots els recanvis, el projecte de competició Tecfar i les motos MTV.

## Producció

### Motocicletes
Al llarg de la seva història, Mototrans tragué al mercat molts models de motocicleta i ciclomotor. Seguidament se n'enumeren els més destacats, agrupats per anys i per tipus.
- Anys 50:
  - Ducati 98 Sport (importat)
- Anys 60:
  - 125 Sport
  - 125 TS
  - 175 TS
  - 200 Élite
  - 250 Deluxe (model adoptat per la Guàrdia Urbana de Barcelona)[7]
  - 160 TS
  - 160 Sport
  - 200 TS
  - 24 Horas
  - 200 V5 (Élite)
- Anys 70:
  - Scrambler
  - Road
  - Vento
  - Forza
  - Strada
  - 500 Twin
  - 500 Desmo
- Models importats:
  - 750 SS
  - Pantah
- Models rars:
  - 900 SS
  - MT 250 4 cilindres
  - RTS 250 Cross

### Ciclomotors
El primer pas vers la comercialització de ciclomotors (a banda dels inicials Cucciolo) es donà el 1963, any en què s'importaren dos models italians que es presentaren a la Fira de Mostres de Barcelona.
Els dos models eren molt diferents l'un de l'altre: el Piuma era un ciclomotor de xassís obert i estètica de passeig amb pedals practicables, mentre el 48 Sport era un velomotors amb un acabat molt esportiu. Tots dos portaven el mateix motor Ducati de 48 cc, amb tres velocitats accionades amb el puny, tot i que el model Sport tenia un carburador més inclinat i desenvolupava una velocitat de 70 km/h. La llei que limitava als ciclomotors a una velocitat màxima de 40 km/h obligà a catalogar al model Sport com a velomotor.
Els materials emprats per a fabricar aquests motors eren de primera qualitat i feien servir marques com ara Borgo Tarabusi, carburadors dell'Orto i Cip, suspensions telehidràuliques i detalls estètics com ara pintura metalitzada, acabats filetejats del dipòsit, etc.

#### Anys 60
L'èxit d'aquests models, sobretot del Sport, va animar la fàbrica a seguir amb aquesta línia de fabricació i va presentar el model Rolly, semblant al Piuma però amb canvi automàtic i més senzill, incloent el mateix dipòsit de benzina en el xassís (a l'estil de les Motobecane-Mobylette) i un pes de 45 kg. El motor era el mateix que els anteriors models. Més endavant es va presentar el ciclomotor Junior, model totalment català, semblant al Rolly, però amb motor de 48 cc amb refrigeració forçada per turbina.
Ricard Fargas, aprofitant elements sobrants de la fàbrica, va dissenyar el primer ciclomotor Ducati de fora d'asfalt, el 50 TT, que va aconseguir una reputació de ciclomotor fiable, muntant el mateix motor italià de tres marxes i en la seva segona versió -la més difosa- el motor de refrigeració forçada.
El 1969 es van fabricar dos ciclomotors sota el nom MT, amb motor Ducati i una estètica no gaire reeixida en comparació amb els models italians.

#### Anys 70

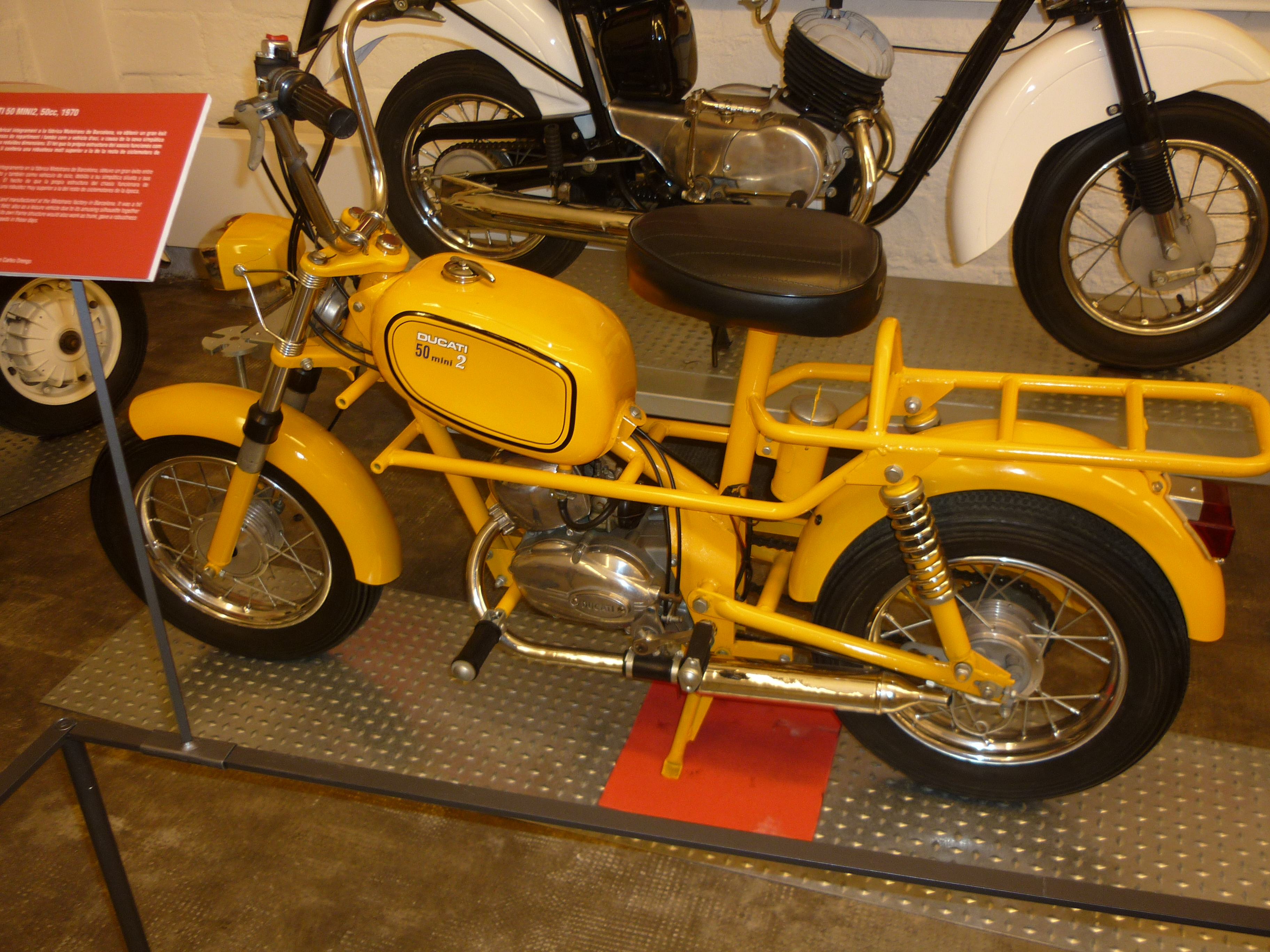
Ducati Mini 2 50cc (1970)

El 1970 es presentà el Mini 2, destinat al transport de petits paquets en incloure una petita cistella de transport al davant i al darrere. Era d'un color groc industrial que no passava desapercebut, amb unes rodes de diàmetre 12" que li conferien un aspecte molt característic. Anteriorment, Mototrans ja havia fabricat per a Dismave, una empresa del País Valencià, una minimoto amb motor Ducati 48 cc automàtic: el popular Minimarcelino, pensat per a solucionar els problemes de trànsit de les grans ciutats.
El 1972 es va fer un pas de gegant en la construcció de ciclomotors: s'incorporava un motor de 4 velocitats i 49,6 cc. El primer model fabricat amb aquest motor va ser el 50 TS, model de carretera amb molt bona presència i millorat en tots els aspectes: nous frens, suspensions, potència, etc. L'any següent, 1973, es presentà el 50 TT "segona generació" (una versió tot terreny del TS), incloent parafangs elevats, rodes de camp, tub d'escapament superior i canvis a la suspensió davantera, dipòsit de benzina i seient.
El 1975 es presentaren els models Pronto i Senda, de carretera i de camp respectivament, que substituïen els models anteriors. Les millores afectaven a la part cicle de les motos, eliminant els errors que es donaven en les versions anteriors. També es fabricà el model Mini 3, el darrer amb motor de 3 velocitats. Una posterior evolució d'aquests ciclomotors portà a fabricar el model Pronto en versions de 75 i 100 cc i un model de Senda de 75 cc.
El darrer ciclomotor amb motor Ducati fou el Cross 50, presentat al Saló de l'Automòbil de Barcelona de 1977. Durant aquella època, algunes marques catalanes, com ara Bultaco i OSSA, varen comprar motors a Mototrans per a muntar-los als seus ciclomotors: Bultaco va muntar el motor Ducati als seus ciclomotors Bultaco 49 i Chispa, i OSSA al seu darrer ciclomotor, l'Ossita 50.

#### Anys 80
El 1980, amb un canvi molt gran en l'estructuració de la indústria catalana, Mototrans fabricà sota les sigles MTV dos ciclomotors amb motor Zündapp, el Cross i l'Sport. Els ciclomotors eren molt bonics, amb fibra per al dipòsit i laterals i un motor a l'altura de les circumstàncies. Es van vendre bé i a hores d'ara encara se'n pot veure algun en perfecte estat.

## Competició

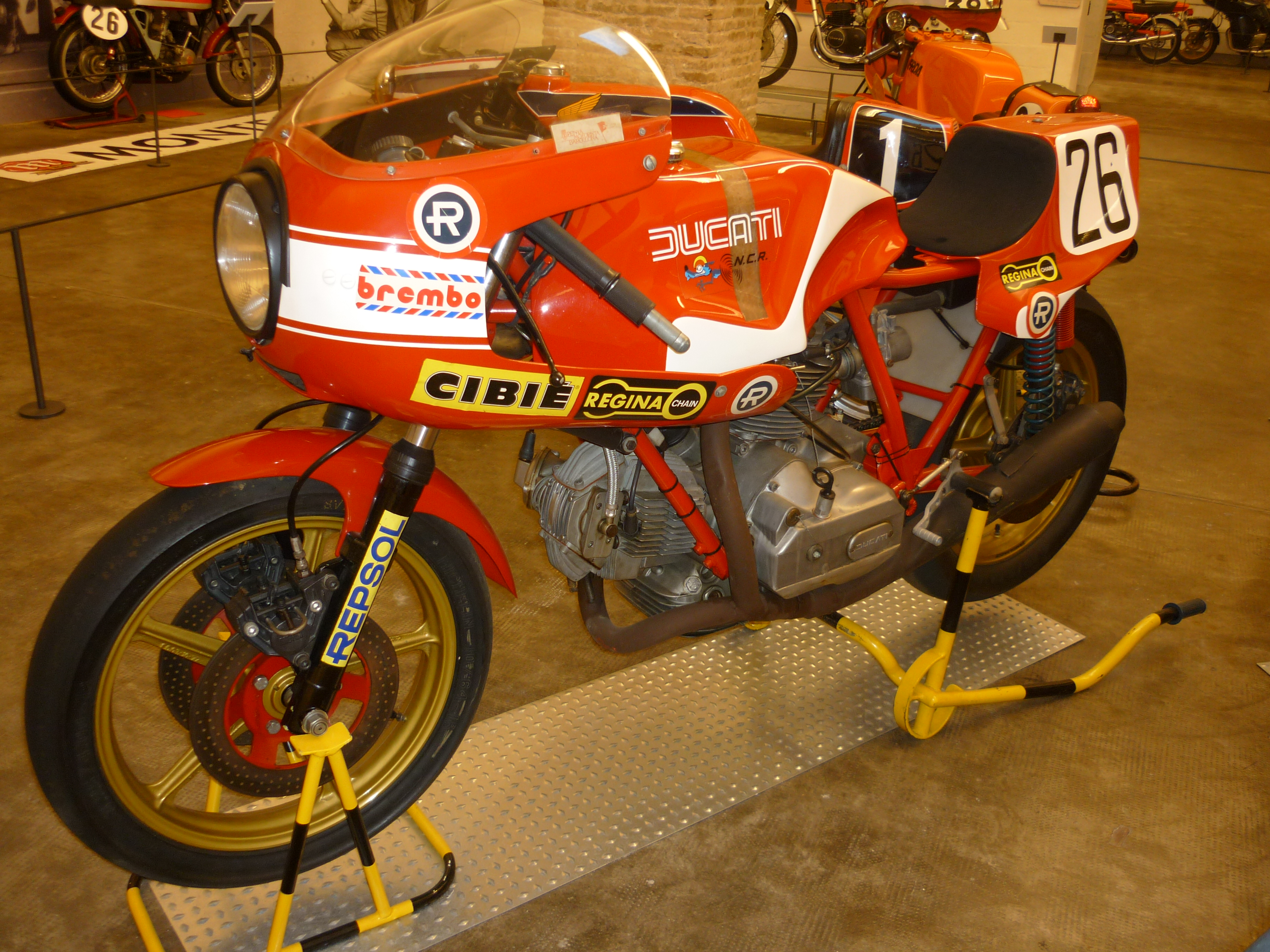
La Ducati Mototrans 900SS guanyadora de les 24 Hores de Montjuïc de

Al llarg de la seva història, Mototrans desenvolupà una important activitat esportiva en competicions de velocitat, pujades de muntanya i resistència, destacant sobretot en aquesta darrera especialitat amb pilots com ara Ricard Fargas, Benjamí Grau, Salvador Cañellas o Josep Maria Mallol. Durant anys, els tàndems formats per aquests pilots equipats amb les Ducati oficials guanyaren la històrica prova de les 24 hores de Montjuïc.